# Lâm Canh Tân
Lâm Canh Tân (tiếng Trung: 林更新; bính âm: Lín GēngXīn; sinh ngày 13 tháng 2 năm 1988) là diễn viên người Trung Quốc.

## Tiểu sử
Lâm Canh Tân tốt nghiệp Học viện Hí kịch Thượng Hải, chuyên ngành Biểu diễn năm 2007. Trong thời gian học, anh xuất hiện trong một số phim ngắn, phim quảng cáo, chương trình truyền hình và được làm việc với các diễn viên kỳ cựu như Tôn Lệ, Phương Trung Tín nhưng chỉ đảm nhận những vai diễn rất nhỏ. Ngay sau khi tốt nghiệp vào năm 2011, anh chính thức ra mắt công chúng với vai Thập Tứ a ca trong "Bộ Bộ Kinh Tâm".

## Danh sách tác phẩm

### Phim điện ảnh
| Năm  | Tiêu đề                             | Tiêu đề gốc                | Vai diễn                      | Ghi chú                                                                     |
| ---- | ----------------------------------- | -------------------------- | ----------------------------- | --------------------------------------------------------------------------- |
| 2009 | The Blue Cornflower                 | 蓝色矢车菊                 | Quản lý bán hàng              | Vai quần chúng                                                              |
| 2009 | The Immemorial Magic                | 玩命魔術                   | Đồng Hành                     | Không chiếu rạp                                                             |
| 2013 | Địch Nhân Kiệt: Thần Đô Long Vương  | 狄仁杰之神都龙王           | Sa Đà Trung                   | Đề cử Diễn viên mới xuất sắc nhất tại LHP Kim Tượng Hồng Kông lần thứ 33    |
| 2014 | Đại Thoại Thiên Tiên                | 大話天仙                   | Lâm Xung                      | Khách mời                                                                   |
| 2014 | Bạn cùng bàn                        | 同桌的你                   | Lâm Nhất                      | Nam diễn viên được hoan nghênh nhất tại LHP sinh viên Quảng Châu lần thứ 11 |
| 2014 | Bí kíp luyện rồng 2                 | How to Train Your Dragon 2 | Hiccup                        | Lồng tiếng                                                                  |
| 2014 | Bí Tử Anh Hùng 2: Bình Minh Trở Lại | 痞子英雄2                  | Trần Chân                     |                                                                             |
| 2014 | Trí Thủ Uy Hổ Sơn                   | 智取威虎山                 | Thiếu Kiếm Ba (203)           | Đề cử Nam diễn viên phụ xuất sắc nhất tại LHP Hoa Đỉnh                      |
| 2016 | Sword Master (Thần kiếm)            | 三少爷的剑                 | Tạ Hiểu Phong - Tam Thiếu Gia |                                                                             |
| 2016 | Hỏa Thiêu Vân                       | 火烧云                     | Tiểu Trang                    |                                                                             |
| 2016 | Thanh Xuân Của Ai Không Mơ Hồ       | 谁的青春不迷茫             | Lâm Tử Ngạo                   | Khách mời                                                                   |
| 2017 | Tây du ký: Mối tình ngoại truyện 2  | 西游伏妖篇                 | Tôn Ngộ Không                 |                                                                             |
| 2017 | What A Day!                         | 有完没完                   | Tiểu Tân                      | Khách mời                                                                   |
| 2018 | Địch Nhân Kiệt: Tứ Đại Thiên Vương  | 狄仁杰之四大天王           | Sa Đà Trung                   | Khởi quay cuối tháng 3/2017                                                 |

### Phim truyền hình
| Năm  | Tiêu đề                                      | Tiêu đề gốc           | Vai diễn                      | Ghi chú                                                                       |
| ---- | -------------------------------------------- | --------------------- | ----------------------------- | ----------------------------------------------------------------------------- |
| 2011 | Bộ Bộ Kinh Tâm                               | 步步惊心              | Thập tứ A ca                  | Sohu TV Drama Festival Award for Best Male Newcomer.                          |
| 2012 | Hiên Viên Kiếm                               | 轩辕剑:天之痕         | Trương Liệt                   |                                                                               |
| 2012 | Chị gái tiến lên                             | 姐姐立正向前走        | Đồng Thiếu Thiên              |                                                                               |
| 2014 | Vũ Lạc Truyền Kỳ                             | 舞乐传奇              | Thư Nan Đà                    | Phim truyền hình hay nhất năm tại Lễ trao giải Kim Ưng lần thứ 27             |
| 2016 | Võ Thần Triệu Tử Long                        | 武神赵子龙            | Triệu Tử Long                 |                                                                               |
| 2017 | Sở Kiều Truyện                               | 特工皇妃楚乔传        | Vũ Văn Nguyệt                 | Chuyển thể từ tiểu thuyết "Hoàng phi Sở đặc công số 11" - Tiêu Tương Đông Nhi |
| 2020 | Buổi gặp gỡ đầu tiên, phút chia ly cuối cùng | 最初的相遇 最后的别离 | Nghiêm Cẩn                    | Chuyển thể từ tiểu thuyết "Ngỡ chỉ là thoáng qua mà cả đời thương nhớ"        |
| 2021 | Nữ hoàng mặc cả của tôi                      | 我的砍价女王          | Thịnh Triết Ninh              |                                                                               |
| 2022 | Hãy gọi tôi là tổng giám đốc                 | 请叫我总监            | Lục Ký Minh                   |                                                                               |
| 2024 | Dữ Phượng Hành                               | 与凤行                | Hành Chỉ thần quân / Hành Vân | Chuyển thể từ tiểu thuyết "Bổn vương ở đây" - Cửu Lộ Phi Hương                |

### Video âm nhạc
| Năm  | Tiêu đề                 | Tiêu đề gốc | Ca sĩ          | Ghi chú |
| ---- | ----------------------- | ----------- | -------------- | ------- |
| 2008 | Một người đau khổ       | 一个人的苦  | Trương Chí Lâm |         |
| 2010 | Lam Quang               | 蓝光        | Hồ Ca          |         |
| 2011 | Tôi không phải anh hùng | 我不做英雄  | Hồ Ca          |         |

## Giải Thưởng[5]
| Năm  | Giải thưởng                                      | Hạng mục                            | Kết quả   |
| ---- | ------------------------------------------------ | ----------------------------------- | --------- |
| 2011 | Liên hoan phim truyền hình mùa thu Sohu          | Diễn viên mới xuất sắc nhất         | Đoạt giải |
| 2012 | Giải thưởng Truyền hình TVshow2011 Entertainment | Nam diễn viên phụ xuất sắc nhất     | Đoạt giải |
| 2012 | Giải thưởng Truyền hình Đằng Tấn lần thứ 6       | Diễn viên mới xuất sắc nhất         | Đoạt giải |
| 2012 | Liên hoan Nghệ thuật                             | Diễn viên mới xuất sắc nhất         | Đoạt giải |
| 2014 | Liên hoan phim Hoa Đỉnh                          | Nam diễn viên phụ xuất sắc nhất     | Đề cử     |
| 2014 | Liên hoan phim Kim Tượng (Hồng Kông) lần thứ 33  | Diễn viên mới xuất sắc nhất         | Đề cử     |
| 2014 | Liên hoan phim sinh viên Quảng Châu lần thứ 11   | Nam diễn viên được hoan nghênh nhất | Đoạt giải |
|      |                                                  |                                     |           |